# Robert Thomas
Robert Thomas (* 2. července 1999 Aurora, Ontario) je kanadský profesionální útočník ledního hokeje hrající za klub St. Louis Blues v severoamerické lize National Hockey League (NHL). Byl draftován v prvním kole z 20. místa při draftu do NHL v roce 2017. V roce 2019 vyhrál s Blues Stanley Cup.

## Hráčská kariéra

### Junior
S hokejem začal v lize Eastern AAA Minor Midget Hockey League, kde v sezóně 2014–15 odehrál 45 zápasů a posbíral 34 bodů.
Do Ontario Hockey League (OHL) byl draftován v roce 2015 ve druhém kole z 26. místa týmem London Knights. Před draftem do NHL odehrál v Knights dvě sezóny a jeho maximum v sezóně bylo 66 bodů.
Do NHL byl draftován týmem St. Louis Blues v roce 2017 z celkového 20. místa. V létě se zúčastnil tréninkového kempu Blues a po působivých výkonech podepsal 28. září 2017 s Blues tříletou nováčkovskou smlouvu. Na sezónu 2017–18 byl ovšem ještě vrácen do týmu London Knights.
8. ledna 2018 byl vyměněn do týmu Hamilton Bulldogs za Connora McMichaela a pět výběrů v draftu. I přes zákaz startu na pět her za sekání do obličeje útočníka Peterborough Petes Zacha Gallanta dokončil sezónu OHL 2017–18 na 20. místě v počtu vstřelených gólů.

### St. Louis Blues
Sezónu 2018–19 již zahájil za Blues v NHL. Debutoval 4. října proti týmu Winnipeg Jets. První bod v NHL si zapsal 12. října ve výhře 5–3 nad týmem Calgary Flames a první gól 21. listopadu v prohře 4–1 proti Nashville Predators. V sezóně posbíral 33 bodů a zakončil ji ziskem Stanley Cupu, prvním v 52leté historii St. Louis Blues. V play-off odehrál 21 zápasů a získal 6 bodů.

## Reprezentace
Thomas byl nominován do reprezentačního týmu Kanady na Mistrovství světa juniorů v ledním hokeji 2018, kde svému týmu s 6 body v 7 zápasech pomohl vyhrát zlatou medaili.

## Statistiky

### Klubové statistiky
| Sezóna      | Klub                | Soutěž      |     | Základní část | Základní část | Základní část | Základní část | Základní část |    | Play off | Play off | Play off | Play off | Play off |
| Sezóna      | Klub                | Soutěž      | Z   | G             | A             | B             | TM            | Z             | G  | A        | B        | TM       |          |          |
| 2014–15     | York Simcoe Express | ETAMMHL     | 34  | 18            | 27            | 45            | 22            | —             | —  | —        | —        | —        |          |          |
| 2015–16     | London Knights      | OHL         | 40  | 3             | 12            | 15            | 0             | 15            | 1  | 4        | 5        | 2        |          |          |
| 2016–17     | London Knights      | OHL         | 66  | 16            | 50            | 66            | 26            | 14            | 3  | 9        | 12       | 6        |          |          |
| 2017–18     | London Knights      | OHL         | 27  | 20            | 26            | 46            | 18            | —             | —  | —        | —        | —        |          |          |
| 2017–18     | Hamilton Bulldogs   | OHL         | 22  | 4             | 25            | 29            | 19            | 21            | 12 | 20       | 32       | 14       |          |          |
| 2018–19     | St. Louis Blues     | NHL         | 70  | 9             | 24            | 33            | 14            | 21            | 1  | 5        | 6        | 10       |          |          |
| 2019–20     | St. Louis Blues     | NHL         | 66  | 10            | 32            | 42            | 18            | 8             | 1  | 2        | 3        | 2        |          |          |
| 2020–21     | St. Louis Blues     | NHL         | 33  | 3             | 9             | 12            | 10            | 4             | 0  | 3        | 3        | 2        |          |          |
| 2021–22     | St. Louis Blues     | NHL         | 72  | 20            | 57            | 77            | 16            | 12            | 2  | 4        | 6        | 10       |          |          |
| 2022–23     | St. Louis Blues     | NHL         | 73  | 18            | 47            | 65            | 22            | —             | —  | —        | —        | —        |          |          |
| 2023–24     | St. Louis Blues     | NHL         | 82  | 26            | 60            | 86            | 48            | —             | —  | —        | —        | —        |          |          |
| NHL celkově | NHL celkově         | NHL celkově | 396 | 86            | 229           | 315           | 128           | 45            | 4  | 14       | 18       | 24       |          |          |

### Reprezentace
| Rok           | Tým           | Událost       | Z  | G | A | B | TM |
| ------------- | ------------- | ------------- | -- | - | - | - | -- |
| 2015          | Kanada bílá   | U17           | 6  | 0 | 1 | 1 | 0  |
| 2018          | Kanada        | MSJ           | 7  | 1 | 5 | 6 | 0  |
| Junior celkem | Junior celkem | Junior celkem | 13 | 1 | 6 | 7 | 0  |

## Ocenění
| Cena                                      | Rok  |        |
| ----------------------------------------- | ---- | ------ |
| OHL                                       |      |        |
| J. Ross Robertson Cup (London Knights)    | 2016 |        |
| Memorial Cup (London Knights)             | 2016 |        |
| J. Ross Robertson Cup (Hamilton Bulldogs) | 2018 |        |
| Wayne Gretzky 99 Award                    | 2018 |        |
| NHL                                       |      |        |
| Stanley Cup (St. Louis Blues)             | 2019 | [ 11 ] |